# Nucleopolyhedrovirus

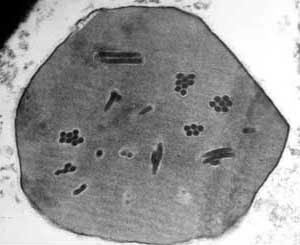
Elektronenmikroskopische Aufnahme von Virionen eines (nicht näher bezeichneten) Nucleopolyhedrovirus

Die Gattung Nucleopolyhedrovirus war bis zur taxonomischen Neuklassifizierung 2011 eine von zwei Gattungen der Virusfamilie Baculoviridae. Als charakteristisches Merkmal innerhalb der Virusfamilie galt die Eigenschaft, dass bei Nucleopolyhedroviren innerhalb der Virushülle mehrere Kapside vorhanden sind.
Die Gattung wurde aufgrund von Sequenzanalysen des doppelsträngigen DNA-Genoms in die drei Gattungen Alphabaculovirus, Gammabaculovirus und Deltabaculovirus aufgeteilt.

## Klassifizierung
Nach ICTV (Master Species List 2018b.v2, Stand März 2019) fallen unter diese Sammelbezeichnung die folgenden drei Gattungen (die Typusspezies sind jeweils mit angegeben):
- Familie Baculoviridae

- Gattung Alphabaculovirus

- Spezies Autographa californica multiple nucleopolyhedrovirus (AcMNPV, Typus)
- Spezies Bombyx mori nucleopolyhedrovirus (BmNPV)

- Gattung Gammabaculovirus

- Spezies Neodiprion lecontei nucleopolyhedrovirus (NeleNPV, Typus)

- Gattung Deltabaculovirus

- Spezies Culex nigripalpus nucleopolyhedrovirus (CuniNPV, Typus)